# North and Middle Andaman (distrikt)
North and Middle Andaman (hindi: उत्तर और मध्य अण्डमान जिला) er et distrikt i det indiske unionsterritorium Andamanerne og Nicobarerne.  Administrationscenteret ligger i Mayabunder.

## Demografi
Ved folketællingen i 2011 var der 105,539 indbyggere i distriktet, mod 105,613 i 2001. Den urbane befolkningen udgør 2,60 % af befolkningen.
Børn i alderen 0 til 6 år udgjorde 11,04 % ved folketællingen i 2011 mod 13,99 % i 2001. Antallet af piger i den alder per tusinde drenge er 977 i 2011 mod 960 i 2001.